# Axel Paulsen
Axel Paulsen, född 18 juli 1855 i Aker (numera Oslo) i Norge, död 1938, var en norsk konståkare. Han var upphovsmannen till konståkningshoppet axel, som han visade upp för första gången 1882 på tävling. Axel Paulsen var även känd som "den snabbaste människan på is" och var Norges första idrottsstjärna. Axel Paulsensgate, som ligger i närheten av Siddishallen i Stavanger, är uppkallad efter honom.

## Karriär
Som 16-åring dök han som en stor överraskning upp vid mästerskapen i Christiania. 15 år senare erövrade han titeln som världsmästare. Däremellan hade han deltagit i ett stort antal tävlingar, i både hastighetsåkning och konståkning.
Idag är Axel Paulsen internationell mest hågkommen som uppfinnare av axel-hoppet (enkel och dubbel A.), vilket än idag räknas som det svåraste av standardhoppen i konståkning. 1882 visade han upp hoppet för första gången för en internationell publik, vid tävlingar i Wien, där han dock slutade som trea efter österrikarna Leopold Frey och Eduard Engelmann.
Axel Paulsen tillhörde en välbärgad köpmannafamilj i Christiania. Under hans uppväxt utvecklades skridskoåkning till bygdens mest populära fritidssyssla vintertid. Axel och hans bror Edwin tog sig på allvar för att bli tävlingsskrinnare.

## Hastighetsåkning
Efter en misslyckad Europaturné på 1870-talet, tävlade bröderna Paulsen under 1880-talet med framgång både i Europa och i Nordamerika. Bägge hävdade sig väl i konståkning, och Axel hade också talang för hastighetsåkning. 1880 noterade han det första, inofficiella världsrekordet på 5 000 meter, i samlöp med en viss Fritjof Nansen. Senare satte han en räcka världsrekord på olika distanser. 100 engelska mil (160,9 km) genomförde han som snabbast på 9 och en halv timma. Vid den här tiden var skridskosporten professionell, och Axel hade hjälp av sin bror Edwin som manager.
Vintern 1883 begav Paulsen sig över till Nordamerika, för att delta i ett antal skridskoevenemang. 8 februari deltog han i ett lopp på den öppna isbanan i Washington Park i Brooklyn, New York. Där besegrade han 17 utvalda utmanare – de snabbaste skrinnarna från Norge, Kanada, Storbritannien och USA – och satte under loppet följande hastighetsrekord:
- 1 mile: 3 min 34 3/5 s
- 5 miles: 19 min 10 s
- 10 miles: 39 min 7 3/5 s

Paulsen var en professionell skridskoåkare som deltog i lopp och tävlingar där man erbjöd medaljer och prispengar till vinnarna. Han var professionell världsmästare i skridskoåkning 1882–89. Den titeln förlorade han 1 februari 1890 till den kanadensiske proffsmästaren Hugh J. McCormick vid en tävling med tre dellopp i Minneapolis, Minnesota.

## Övrigt
Axel Paulsen konstruerade de första moderna skridskorna för hastighetsåkning. I samarbete med lädermakaren Ole M. Flagstad från Hamar, konstruerade han den moderna skridskon med lädersko och fast monterad skena. Denna spred sig raskt under slutet av 1880-talet och blev snart allenarådande.
Efter avslutad idrottskarriär verkade Paulsen som köpman och drev restaurang. Sonen Harry blev norsk mästare i konståkning vid flera tillfällen.

## Världsrekord
- 1880 – 5 000 m: 11:11,0 (inofficiellt)
- 1885 – 1 mile: 3:26,4
- 1885 – 10 miles: 39:07,4
- 1886 – 1 mile: 3:05,4
- 1886 – 3 miles: 10:33,0
- 1889 – 20 miles: 1:09:15

## Mästerskap
- 1886 – Tyska proffsmästerskapen (1886-01-22/23, Hamburg) – Guld (vann tre av fyra löp)
- 1886 – Allround-VM för proffs "1887" (1886-12-11, Kristiania) – Silver (56:39,8 på 25 000 m)
- 1888 – Norska mästerskapen (1888-02-19, Kristiania) – Guld (3:31,4 på 1 mile)
- 1888 – VM (inofficiellt; 1888-04-03, Kristiania) – Silver (33:51,2 på 10 miles)

Källor: 